# Glimboca
Glimboca é uma comuna romena localizada no distrito de Caraș-Severin, na região de Banato. A comuna possui uma área de 42.46 km² e sua população era de 1866 habitantes segundo o censo de 2007.